# Springerhofte
Springerhofte (medicinsk: coxa saltans) er en lidelse i hofterne der kan medføre kliklyde når hoften bevæges og i en tredjedel af tilfældene også smerte i hofterne. Lidelsen kan fås af atleter der overtræner. Den kan behandles medicinsk eller i svære tilfælde ved operation. Operationen udføres af en ortopædkirurg.